# Jacek Kubicki
Jacek Kubicki – polski fizyk, doktor habilitowany nauk fizycznych, specjalizuje się w fizyce doświadczalnej, fotofizyce oraz ultraszybkiej spektroskopii optycznej, nauczyciel akademicki Uniwersytetu im. Adama Mickiewicza w Poznaniu.

## Życiorys
Studia z fizyki ukończył na Wydziale Fizyki UAM, gdzie zdobywał kolejne awanse akademickie i pracuje obecnie jako profesor nadzwyczajny w Zakładzie Elektroniki Kwantowej. Stopień doktorski uzyskał w 1994 na podstawie pracy pt. Badanie dynamiki molekularnej wybranych kryształów plastycznych metodą rozpraszania światła (promotorem był Franciszek Kaczmarek). Habilitował się w 2009 na podstawie oceny dorobku naukowego i rozprawy pt. Spektralne i fotofizyczne właściwości wzbudzonych cząsteczek i krótkożyjących indywiduów przejściowych na przykładzie tioketonów i zasad Schiffa. Na macierzystej uczelni prowadzi zajęcia z optyki. Swoje prace publikował m.in. w amerykańskim "Journal of the American Chemical Society".